# Comacupes kaupi
Comacupes kaupi es una especie de coleóptero de la familia Passalidae.

## Distribución geográfica
Habita en Andamán y las Islas Nicobar  en la (India).